# El Turc

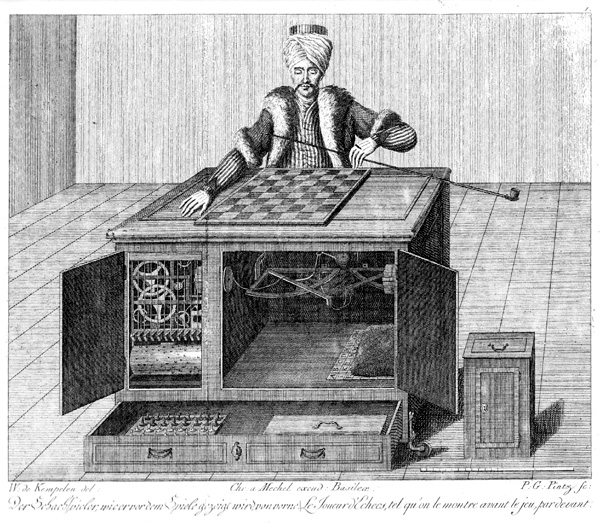
Gravat del Turc (1783)

El Turc  va ser un autòmat que feia veure que jugava als escacs, però que de fet era una estafa, que amagava una persona que en manipulava el mecanisme. Va ser construït per Wolfgang von Kempelen el 1769. La farsa va tenir molt de succés a Europa i als Estats Units. Va ser el primer autòmat que semblava que podia pensar.
Tenia la forma d'una cabina de fusta d'un metre vint de llarg per 60 cm de profunditat i 90 d'alt, amb un maniquí vestit amb túnica i turbant assegut damunt. La cabina tenia portes que un cop obertes mostraven un mecanisme de rellotgeria. Quan era activat era capaç de jugar una partida d'escacs contra un jugador humà a un alt nivell. També podia resoldre el problema del cavall amb facilitat. No obstant això, la cabina era una il·lusió òptica ben plantejada que permetia a un mestre d'escacs amagar-se a l'interior i operar el maniquí. Conseqüentment, el Turc guanyava la majoria de les partides.
Aquesta estafa d'un autèntic autòmat, és pot considerar com un antecessor de reals automats d'escacs, com ara «El Ajedrecista».

## El començament
Von Kempelen va crear un mecanisme, que permetia a un jugador amagat, de veure els moviments que es feien i d'accionar el bras del turc el 1769. Era un hàbil il·lusionista que era capaç d'amagar-hi el jugador humà, tot i fent veure que mostrava «tot» l'interior de la màquina al públic. La va exposar per primera vegada el Turc a la cort de l'emperadriu Maria Teresa d'Àustria el 1770, i d'allà va començar una gira per Europa durant uns quants anys de la dècada de 1780. Durant aquesta època, el Turc va ser exposat a París, on va jugar una partida contra Benjamin Franklin, que aquest va perdre. Von Kempelen va decidir que l'autòmat li prenia massa temps i el va relegar al racó dels mals endreços al palau d'Àustria, i es va dedicar a altres autòmats. El 1789, el baró Joseph Friedrich zu Racknitz en va construir un duplicat i va escriure un llibre on especulava sobre el seu funcionament, publicat a Dresden. Tot i que la seva explicació era correcta en alguns punts, aquesta explicació acabava en un maniquí que només podia ser operat per un nan o un nen, i les mesures de l'autòmat de Racknitz no eren les mateixes que les de von Kempelen.

## L'auge del Turc
Després de la mort de von Kempelen el 1804, l'autòmat va passar per moltes mans, acabant en les de Johann Nepomuk Mälzel. El secret de funcionament va ser ben conservat, tot i que molts pensaven que era un engany. Encara quedava suficient misteri per permetre al Turc continuar les gires. El 1809, el Tturc va derrotar Napoleó Bonaparte al Palau de Schönbrunn, durant la campanya de la batalla de Wagram. Hom suposa que en aquella partida el Turc era operat per Johann Baptist Allgaier.
Maelzel va portar l'autòmat a jugar a França i Anglaterra, però degut a la suma dels seus deutes, va viatjar als Estats Units per exposar-lo. Mentre era a Anglaterra, el 1820, el turc va jugar una partida contra Charles Babbage, un pioner de la computació.
La gira als Estats Units va ser un succés i Maelzel va decidir portar-lo a Cuba, com a primera part d'un tour per Amèrica del Sud. Mentre s'hi estava, el seu secretari i confident, William Schlumberger, va morir. Molts informes indiquen que possiblement fos l'home que, des de dins, manipulava el maniquí, ja que era un expert mestre d'escacs. Fos cert o no, posteriorment la resta del grup de Maelzel el va abandonar el que va obligar-lo a embarcar de nou cap als Estats Units. En el viatge es va dedicar a beure a soles en la seva cabina, fins que va ser trobat mort poc abans de la fi de la travessa. El cos va rebre un enterrament al mar.

## Els anys finals
El Turc va deixar llavors d'actuar i el nou propietari el va vendre a un cert John Mitchell, un metge i cirurgià que va fundar un club amb l'exprés propòsit d'adquirir l'autòmat. A canvi d'un pagament revelaria el secret del Turc als membres del club. Tot i que va aconseguir cert èxit en les seves primeres exposicions, Mitchell no tenia el do per l'espectacle de Maelzel. El Turc va ser donat al Museu Peale de Filadèlfia. L'any 1854, vuitanta-cinc anys després de la construcció, va ser destruït en un incendi. El fill de Mitchell, Silas Mitchell, va publicar un llibre en el qual n'explicava els secrets, Almenys quinze jugadors d'escacs van investigar l'autòmat al llarg de la seva existència. Van publicar nombrosos llibres i pamflets, però cap d'ells va arribar a descobrir-ne el secret.

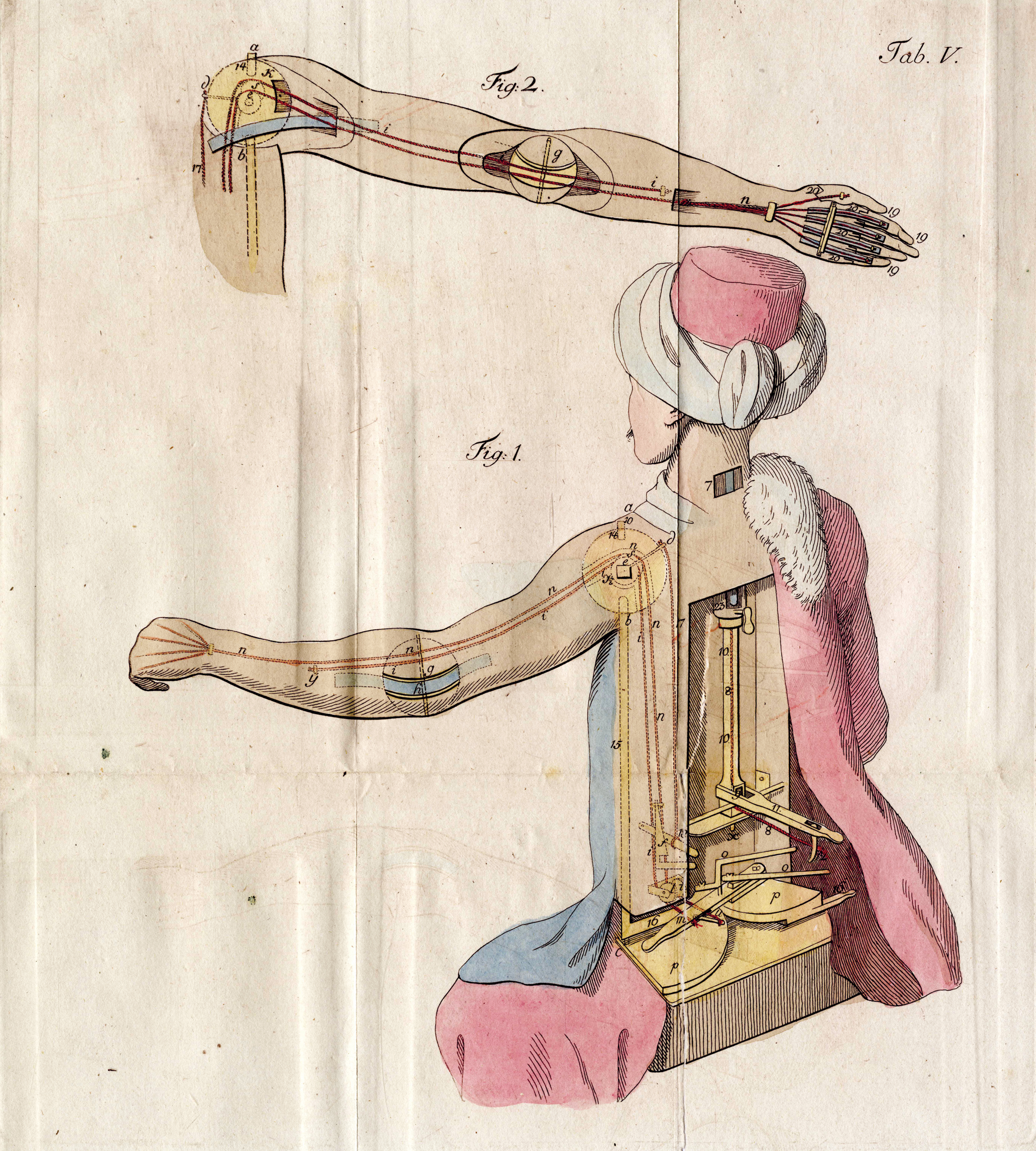
Mecanisme de l'autòmat

## El secret
El secret del Turc es trobava en la naturalesa plegable dels compartiments dins de la cabina i en el fet que els mecanismes i un calaix de la cabina no s'estenien fins a la part posterior, on hi havia un tauler d'escacs secundari, que l'operador feia servir per seguir el joc. El fons del tauler principal tenia un ressort sota cada escac i cada peça contenia un imant. Aquest intricat sistema permetia l'operador saber quina peça havia estat moguda i on. L'operador feia el seu moviment mitjançant un mecanisme que podia encaixar en el tauler secundari, i indicar al maniquí on havia de moure.
Hi ha moltes llegendes respecte a l'autòmat. Von Kempelen mai va ser un baró. El maniquí mai no va ser operat per un veterà de guerra que hauria perdut les cames, com que podia acomodar un home integre i mai no va jugar contra Frederic el Gran.

## La partida contra Napoleó
Aquest és el registre de la partida contra Napoleó Bonaparte, que jugava amb blanques, en notació algebraica d'escacs:
1. e4 e5
2. Df3 Cc6
3. Ac4 Cf6
4. Ce2 Ac5
5. a3 d6
6. O-O Ag4
7. Dd3 Ch5
8. h3 Axe2
9. Dxe2 Cf4
10. De1 Cd4
11. Ab3 Cxh3+
12. Rh2 Dh4
13. g3 Cf3+
14. Rg2 Cxe1+
15. Txe1 Dg4
16. d3 Axf2
17. Rh1 Dxg3+
18. Rf1 Ad4
19. Re2 Dg2+
20. Rd1 Dxh1+
21. Rd2 Dg2+
22. Re1 Cg1
23. Cc3 Axc3+
24. Axc3 De2 # (0-1)

## En les arts
El 1927 el cineasta francès Raymond Bernard va crear el film mut Le Joueur d'Échecs al qual conta la història. S'hi veu una reproducció de la màquina original. L'escriptor alemany Robert Löhr el 2005 va publicar una novel·la Der Schachautomat ('l'autòmat d'escacs'). Conté un apèndix interessant on Löhr documenta la història de la màquina en les mans de von Kempelen i els seus successors.